# Gülgün Erdem
Gülgün Erdem (bürgerlich Gülgün Yorgancıoğlu; * 29. August 1951 in Istanbul) ist eine türkische Schauspielerin. Sie spielte Hauptrollen in B-Movies vor allem in Erotikfilmen aus Yeşilçam.

## Leben und Karriere
Erdem wurde am 29. August 1951 in Istanbul geboren. Sie begann ihre Karriere in den frühen 1960er Jahren. Ihre erste Filmrolle hatte sie 1962 in dem Film Neşemizi Bulalım. Zu ihren bekanntesten Werken gehören Filme wie Turist Ömer Arabistan'da, Kaplan Kadın Dehşet Adasında und Killing Ölüm Saçıyor. Nach ihrer Heirat 1982 zog sie sich jedoch aus der Schauspielerei zurück.

## Filmografie (Auswahl)
- 1962: Neşemizi Bulalım
- 1964: Ana Bizi Eversene
- 1964: Kırk Küçük Anne
- 1965: Artık Düşman Değiliz
- 1965: Beleş Osman
- 1965: Bir Gönül Oyunu
- 1967: Dişi Killing
- 1968: Sus Sus Kimseler Duymasın
- 1969: Kaderimsin
- 1969: Yuvasızlar
- 1970: Onu Allah Affetsin
- 1971: Kalleşlere Af Yok
- 1972: Köpekler
- 1976: Yaman Delikanlı